# Лъв VII
Лъв VII (на латински: Leo PP. VII) е римски папа от януари 936 г. до смъртта си през юли 939 г. Като монах принадлежи към ордена на бенедиктинците и се възкачва на папския престол благодарение на застъпничеството на Алберих II Сполетски. Папа Лъв VII през целия си кратък понтификат поощрява развитието на манастирите, но е запомнен и с благословията си над архиепископа на Майнц Фридрих в кампанията му по прогонване на юдеите от Германия.
Тленните му останки почиват в Папската катедрала.